# مسجد حاج هادی قمشه‌ای
مسجد حاج هادی قمشه‌ای مربوط به سدهٔ ۹ ه.ق است و در شهرضا، خیابان حکیم الهی، میدان جدیدحکیم الهی واقع شده و این اثر در تاریخ ۲۵ اسفند ۱۳۷۸ با شمارهٔ ثبت ۲۶۶۶ به‌عنوان یکی از آثار ملی ایران به ثبت رسیده است.